# Symplecta recurva
Symplecta recurva là một loài ruồi trong họ Limoniidae. được Alexander mô tả khoa học lần đầu vào năm 1949. Chúng phân bố ở miền Tân bắc.